# Zonoedru
Un zonoedru este un poliedru convex cu simetrie față de centru, a cărui fețe sunt zonogoane, (având și ele simetrie față de centrele lor). Orice zonoedru poate fi descris ca suma Minkowski⁠(d) a unui set de segmente din spațiul tridimensional sau ca proiecție tridimensională a unui hipercub. Zonoedrele au fost inițial definite și studiate de Evgraf Fiodorov, un cristalograf rus. Prin generalizare, în orice dimensiune suma Minkowski a segmentelor formează un politop cunoscut sub denumirea de zonotop.

## Zonoedre care umplu spațiul
Motivația inițială pentru studierea zonoedrelor este aceea că diagrama Voronoi⁠(d) a oricărei rețele formează un fagure uniform convex în care celulele sunt zonoedre. Orice zonoedru format în acest fel poate tesela spațiul tridimensional și este numit paraleloedru. Fiecare paraleloedru primar este combinatoric echivalent cu unul dintre cele cinci tipuri: paralelipiped (inclusiv cub), prismă hexagonală, dodecaedru rombic, dodecaedru rombohexagonal și octaedru trunchiat.

## Zonoedrele ca sume Minkowski

Un zonotop este o sumă Minkowski a segmentelor. Cele șaisprezece puncte roșu închis din dreapta formează suma Minkowski a celor patru mulțimi neconvexe din stânga, fiecare dintre ele constând dintr-o pereche de puncte roșii. Corpurile lor convexe (cu roz) conțin semnele plus (+): semnul plus din imaginea din dreapta este suma semnelor plus din cele patru imagini din stânga.

Fie {\displaystyle \{v_{0},v_{1},\dots \}} un set de vectori tridimensionali. Fiecărui vector {\displaystyle v_{i}} i se poate asocia un segment.{\textstyle \{x_{i}v_{i}\mid 0\leq x_{i}\leq 1\}} Suma Minkowski {\textstyle \{\textstyle \sum _{i}x_{i}v_{i}\mid 0\leq x_{i}\leq 1\}} formează un zonoedru, iar toate zonoedrele care conțin originea au această formă. Vectorii din care se formează zonoedrul se numesc generatorii săi. Această caracterizare permite ca definiția zonoedrelor să fie generalizată la dimensiuni mai mari, pentru zonotopuri.
Fiecare latură dintr-un zonoedru este paralelă cu cel puțin unul dintre generatori și are lungimea egală cu suma lungimilor generatorilor cu care este paralelă. Prin urmare, prin alegerea unui set de generatori fără perechi paralele de vectori și prin setarea tuturor lungimilor vectorilor să fie egale, se poate forma o versiune echilaterală a oricărui tip combinatoric de zonoedru.
Alegând seturi de vectori cu grade mari de simetrie, se pot forma astfel zonoedre cu cel puțin la fel de multă simetrie. De exemplu, generatorii egal distanțați în jurul ecuatorului unei sfere, împreună cu o altă pereche de generatori care conțin polii sferei, formează zonoedre sub formă de prisme cu bazele 2k-goane: cub, prismă hexagonală, prismă octogonală, prismă decagonală, prismă dodecagonală etc. Generatorii paraleli cu laturile unui octaedru formează un octaedru trunchiat, iar generatorii paraleli cu diagonalele lungi ale unui cub formează un dodecaedru rombic.
Suma Minkowski a oricăror două zonoedre este un alt zonoedru, generat de reuniunea generatorilor celor două zonoedre date. Astfel, suma Minkowski a unui cub și a unui octaedru trunchiat formează un cuboctaedru trunchiat, în timp ce suma Minkowski a cubului și a dodecaedrului rombic formează un dodecaedru rombic trunchiat. Ambele aceste zonoedre sunt simple (la fiecare vârf se întâlnesc trei fețe), la fel ca micul rombicuboctaedru trunchiat, format din suma Minkowski a cubului, octaedrului trunchiat și dodecaedrului rombic.

## Tipuri de zonoedre
Orice prismă cu baza un poligon regulat cu un număr par de laturi este un zonoedru. Aceste prisme pot fi formate astfel încât toate fețele să fie regulate: două fețe opuse corespund bazelor, iar acestea sunt conectate printr-o succesiune de fețe pătrate. Zonoedre de acest tip sunt cubul, prisma hexagonală, prisma octogonală, prisma decagonală, prisma dodecagonală etc.
Pe lângă această familie infinită de zonoedre cu fețe regulate, există trei poliedre arhimedice și toate formele omnitrunchiate ale formelor regulate:
- Octaedru trunchiat, cu 6 fețe pătrate și 8 hexagonale. (Tetraedru omnitrunchiat)
- Cuboctaedru trunchiat, cu 12 fețe pătrate, 8 hexagonale și 6 octogonale. (Cub omnitrunchiat)
- Icosidodecaedru trunchiat, cu 30 de fețe pătrate, 20 hexagonale și 12 decagonale. (Dodecaedru omnitrunchiat)

În plus, anumite poliedre Catalan (duale ale poliedrelor arhimedice) sunt și ele zonoedre:
- Dodecaedru rombic, dualul cuboctaedrului.
- Triacontaedru rombic, dualul icosidodecaedrului.

Alte zonoedre, cu fețe rombice congruente:
- Dodecaedru Bilinski.
- Icosaedru rombic.
- Romboedru.

Există infinit de multe zonoedre cu fețe rombice care nu sunt toate congruente între ele. De exemplu:
- Eneacontaedru rombic.

| Zonoedru                         | Imagine                     | Număr de generatori | Cu fețe regulate | Tranzitiv pe fețe | Tranzitiv pe laturi | Tranzitiv vârfuri | Paraleloedru (umple spațiul) | Simple |
| -------------------------------- | --------------------------- | ------------------- | ---------------- | ----------------- | ------------------- | ----------------- | ---------------------------- | ------ |
| Cub 4.4.4                        | Cub                         | 3                   | Da               | Da                | Da                  | Da                | Da                           | Da     |
| Prismă hexagonală 4.4.6          | Prismă hexagonală           | 4                   | Da               | Nu                | Nu                  | Da                | Da                           | Da     |
| 2n-prismă (n > 3) 4.4.2n         | 2n prismă                   | n + 1               | Da               | Nu                | Nu                  | Da                | Nu                           | Da     |
| Octaedru trunchiat 4.6.6         | Octaedru trunchiat          | 6                   | Da               | Nu                | Nu                  | Da                | Da                           | Da     |
| Cuboctaedru trunchiat 4.6.8      | Cuboctaedru trunchiat       | 9                   | Da               | Nu                | Nu                  | Da                | Nu                           | Da     |
| Icosidodecaedru trunchiat 4.6.10 | Icosidodecaedru trunchiat   | 15                  | Da               | Nu                | Nu                  | Da                | Nu                           | Da     |
| Paralelipiped                    | Paralelipiped               | 3                   | Nu               | Da                | Nu                  | Nu                | Da                           | Da     |
| Dodecaedru rombic V3.4.3.4       | Dodecaedru rombic           | 4                   | Nu               | Da                | Da                  | Nu                | Da                           | Nu     |
| Dodecaedru Bilinski              | Dodecaedru Bilinski         | 4                   | Nu               | Nu                | Nu                  | Nu                | Da                           | Nu     |
| Icosaedru rombic                 | Icosaedru rombic            | 5                   | Nu               | Nu                | Nu                  | Nu                | Nu                           | Nu     |
| Triacontaedru rombic V3.5.3.5    | Triacontaedru rombic        | 6                   | Nu               | Da                | Da                  | Nu                | Nu                           | Nu     |
| Dodecaedru rombohexagonal        | Dodecaedru rombohexagonal   | 5                   | Nu               | Nu                | Nu                  | Nu                | Da                           | Nu     |
| Dodecaedru rombic trunchiat      | Dodecaedru rombic trunchiat | 7                   | Nu               | Nu                | Nu                  | Nu                | Nu                           | Da     |

## Zonotopuri
Suma Minkowski a segmentelor formează în orice dimensiune un tip de politop numit zonotop. Echivalent, un zonotop {\displaystyle Z} generat de vectorii {\displaystyle v_{1},...,v_{k}\in \mathbb {R} ^{n}} este dat de {\displaystyle Z=\{a_{1}v_{1}+\cdots +a_{k}v_{k}|\;\forall (j)a_{j}\in [0,1]\}}. De observat că în cazul particular în care {\displaystyle k\leq n}, zonotopul {\displaystyle Z} este un paralelotop (posibil degenerat).
Fațetele oricărui zonotop sunt ele însele zonotopuri dintr-o dimensiune inferioară; de exemplu, fețele zonoedrelor sunt zonogoane. Exemple de zonotopuri cvadridimensionale sunt tesseractul (sumele Minkowski ale segmentelor de lungime egală perpendiculare reciproc d), 5-celule omnitrunchiat și 24-celule trunchiat. Orice permutoedru este un zonotop.